# Georg Adolph Demmler
Georg Adolph Demmler (22 de dezembro de 1804 - 2 de janeiro de 1886) foi um arquitecto, socialista e político alemão.